# Telebasis dominicana
Telebasis dominicana är en trollsländeart som först beskrevs av Selys 1857.  Telebasis dominicana ingår i släktet Telebasis och familjen dammflicksländor. Inga underarter finns listade i Catalogue of Life.